# Edens Zero
Edens Zero (jap. エデンズゼロ Edenzu Zero) – manga autorstwa Hiro Mashimy, publikowana na łamach magazynu „Shūkan Shōnen Magazine” wydawnictwa Kōdansha od czerwca 2018 do czerwca 2024. Na jej podstawie studio J.C.Staff wyprodukowało serial anime, który emitowano od kwietnia do października 2021. Drugi sezon był emitowany od kwietnia do października 2023.

## Bohaterowie

### Załoga Edens Zero
- Shiki Granbell (jap. シキ・グランベル Shiki Guranberu)

Seiyū: Takuma Terashima 
- Rebecca Bluegarden (jap. レベッカ・ブルーガーデン Rebekka Burūgāden)

Seiyū: Mikako Komatsu 
- Happy (jap. ハッピー Happī)

Seiyū: Rie Kugimiya 
- Weisz Steiner (jap. ワイズ・シュタイナー Waizu Shutainā)

Seiyū: Hiromichi Tezuka 
- E.M. Pino (jap. EMピーノ Ī Emu Pīno)

Seiyū: Shiori Izawa 
- Homura Kōgetsu (jap. ホムラ・コウゲツ)

Seiyū: Shiki Aoki 
- Witch Regret (jap. ウィッチ・リグレット Witchi Riguretto)

Seiyū: Kiyono Yasuno 
- Sister Ivry (jap. シスター・イヴリィ Shisutā Ivurii)

Seiyū: Yukiyo Fujii 
- Hermit Mio (jap. ハーミット・ミオ Hāmitto Mio)

Seiyū: Kanon Takao 
- Valkyrie Yuna (jap. ヴァルキリー・ユナ Varukirī Yuna)

Seiyū: Miyuki Sawashiro 
- Mosco Versa-0 (jap. モスコ＝ヴェルサー零 Mosuko Verusā Rei)

Seiyū: Mitsuo Iwata 
- Kapitan Connor (jap. キャプテン・コナー Kyaputen Konā)

Seiyū: Kenta Sasa 
- Jinn (jap. ジン Jin)

Seiyū: Yūki Shin 
- Kleene Rutherford (jap. クリーネ・ラザフォード Kurīne Razafōdo)

Seiyū: Rumi Ōkubo 
- Laguna Husert (jap. ラグナ・ヒューゼルト Raguna Hyūzeruto)

Seiyū: Taku Yashiro 
- Couchpo (jap. カウチポ Kauchipo)

Seiyū: Satomi Arai 

### Antagoniści
- Drakken Joe (jap. ドラッケン・ジョー Dorakken Jō)

Seiyū: Taiten Kusunoki 
- Madame Kurenai (jap. 紅婦人 Kurenai Fujin)

Seiyū: Mie Sonozaki 
- Poseidon Nero (jap. ポセイドン・ネロ)

Seiyū: Takaya Hashi 
- Poseidon Shura (jap. ポセイドン・シュラ)

Seiyū: Ken’ichi Suzumura 

### Poboczni
- Ziggy (jap. ジギー Jigī)

Seiyū: Hōchū Ōtsuka 
- Mother (jap. マザー Mazā)

Seiyū: Kikuko Inoue 
- Elsie Crimson (jap. エルシー・クリムゾン Erushī Kurimuzon)

Seiyū: Sayaka Ōhara 
- Labilia Christy (jap. ラビリア・クリスティ Rabiria Kurisuti)

Seiyū: Ayumi Ayano 
- Xiaomei (jap. シャオメイ Shaomei)

Seiyū: Honoka Inoue 
- Justice (jap. ジャスティス Jasutisu)

Seiyū: Daisuke Namikawa 
- Xenolith (jap. ゼノリス Zenorisu)

Seiyū: Kazuhiko Inoue 

## Manga
Manga ukazywała się od 27 czerwca 2018 do 26 czerwca 2024 w magazynie „Shūkan Shōnen Magazine”. Wydawnictwo Kōdansha zebrało jej rozdziały w 33 tankōbonach, wydawanych od 14 września 2018 do 16 sierpnia 2024.
| Nr | Data wydania (język japoński) | ISBN (język japoński)  |
| -- | ----------------------------- | ---------------------- |
| 1  | 14 września 2018              | ISBN 978-4-06-513234-0 |
| 2  | 16 listopada 2018             | ISBN 978-4-06-513249-4 |
| 3  | 15 lutego 2019                | ISBN 978-4-06-513875-5 |
| 4  | 17 kwietnia 2019              | ISBN 978-4-06-514881-5 |
| 5  | 17 czerwca 2019               | ISBN 978-4-06-515677-3 |
| 6  | 17 września 2019              | ISBN 978-4-06-516233-0 |
| 7  | 15 listopada 2019             | ISBN 978-4-06-516893-6 |
| 8  | 17 lutego 2020                | ISBN 978-4-06-517355-8 |
| 9  | 17 kwietnia 2020              | ISBN 978-4-06-518522-3 |
| 10 | 17 czerwca 2020               | ISBN 978-4-06-519436-2 |
| 11 | 17 sierpnia 2020              | ISBN 978-4-06-520331-6 |
| 12 | 16 października 2020          | ISBN 978-4-06-521010-9 |
| 13 | 15 stycznia 2021              | ISBN 978-4-06-521480-0 |
| 14 | 17 marca 2021                 | ISBN 978-4-06-521639-2 |
| 15 | 17 maja 2021                  | ISBN 978-4-06-523141-8 |
| 16 | 16 lipca 2021                 | ISBN 978-4-06-524027-4 |
| 17 | 17 września 2021              | ISBN 978-4-06-524836-2 |
| 18 | 17 listopada 2021             | ISBN 978-4-06-525998-6 |
| 19 | 17 lutego 2022                | ISBN 978-4-06-526892-6 |
| 20 | 15 kwietnia 2022              | ISBN 978-4-06-527525-2 |
| 21 | 17 czerwca 2022               | ISBN 978-4-06-528179-6 |
| 22 | 17 sierpnia 2022              | ISBN 978-4-06-528658-6 |
| 23 | 17 października 2022          | ISBN 978-4-06-529414-7 |
| 24 | 16 grudnia 2022               | ISBN 978-4-06-529939-5 |
| 25 | 17 lutego 2023                | ISBN 978-4-06-530529-4 |
| 26 | 17 kwietnia 2023              | ISBN 978-4-06-531238-4 |
| 27 | 14 lipca 2023                 | ISBN 978-4-06-531893-5 |
| 28 | 14 września 2023              | ISBN 978-4-06-532890-3 |
| 29 | 16 listopada 2023             | ISBN 978-4-06-532890-3 |
| 30 | 17 stycznia 2024              | ISBN 978-4-06-534178-0 |
| 31 | 15 marca 2024                 | ISBN 978-4-06-534866-6 |
| 32 | 17 czerwca 2024               | ISBN 978-4-06-535505-3 |
| 33 | 16 sierpnia 2024              | ISBN 978-4-06-536511-3 |

## Anime
12 czerwca 2020 Mashima ogłosił na Twitterze, że manga zostanie zaadaptowana na telewizyjny serial anime. 26 września tego samego roku podczas transmisji na żywo z targów Tokyo Game Show ujawniono, że anime zostanie wyprodukowane przez studio J.C.Staff i wyreżyserowane przez Yūjiego Suzukiego, a Shinji Ishihira będzie pełnić rolę głównego reżysera. Scenariusz napisał Mitsutaka Hirota, postacie zaprojektowała Yurika Sako, a muzykę skomponował Yoshihisa Hirano. Seria była emitowany w Nippon TV i innych stacjach od 11 kwietnia do 3 października 2021. Prawa do dystrybucji nabył serwis Netflix, serial zaś został wydany na całym świecie 26 sierpnia 2021.
Reżyser Yūji Suzuki zmarł 9 września 2021, przed zakończeniem emisji serialu. Chociaż pracował w branży jako kluczowy animator i reżyser odcinków od połowy 2000 roku, Edens Zero było pierwszym i jedynym serialem w pełni przez niego wyreżyserowanym.
9 lutego 2022 ogłoszono, że serial otrzyma drugi sezon. Toshinori Watanabe zastąpił Suzukiego na stanowisku reżysera. Emisja rozpoczęła się 2 kwietnia i zakończyła 1 października 2023. Licencję na dystrybucję serii w wybranych regionach posiada Crunchyroll. 72-minutowy film podsumowujący wydarzenia z pierwszego sezonu został wyemitowany w Japonii tego samego dnia co pierwszy odcinek drugiego sezonu. Prawa do jego dystrybucji zakupił Crunchyroll. W Polsce sezon ten jest emitowany na antenie 2x2 od 24 czerwca 2023.

### Ścieżka dźwiękowa
| Nr             | Tytuł                    | Wykonawcy             | Źródło   |
| Czołówka       | Czołówka                 | Czołówka              | Czołówka |
| -------------- | ------------------------ | --------------------- | -------- |
| 1              | „Eden Through the Rough” | Takanori Nishikawa    | [ 15 ]   |
| 2              | „Forever”                | L’Arc-en-Ciel         | [ 65 ]   |
| 3              | „Never say Never”        | Takanori Nishikawa    | [ 66 ]   |
| 4              | „Kaibutsu”               | Tani Yuuki            | [ 14 ]   |
| Napisy końcowe |                          |                       |          |
| 1              | „Bōken no Vlog”          | CHiCO with HoneyWorks | [ 15 ]   |
| 2              | „Sekai no Himitsu”       | Sayuri                | [ 7 ]    |
| 3              | „Rinne”                  | Asca                  | [ 66 ]   |
| 4              | „my star”                | Lozareena             | [ 67 ]   |

### Lista odcinków

#### Sezon 1 (2021)
| №  | #  | Tytuł                                                                                | Reżyseria                     | Scenariusz       | Premiera            |
| -- | -- | ------------------------------------------------------------------------------------ | ----------------------------- | ---------------- | ------------------- |
| 1  | 1  | Ku niebu pełnemu kwitnących wiśni Sakura mau sora ni (桜舞うソラに)                  | Katsushi Sakurabi             | Mitsutaka Hirota | 11 kwietnia 2021    |
| 2  | 2  | Dziewczyna i jej niebieski kot Shōjo to ao neko (少女と青猫)                         | Yoshihiro Mori                | Mitsutaka Hirota | 18 kwietnia 2021    |
| 3  | 3  | Poszukiwacze przygód Bōkensha-tachi (冒険者たち)                                     | Tsuneo Tominaga               | Mitsutaka Hirota | 25 kwietnia 2021    |
| 4  | 4  | Człowiek o imieniu Weisz Waizu to iu otoko (ワイズという男)                          | Kazuma Satō                   | Mitsutaka Hirota | 2 maja 2021         |
| 5  | 5  | Uwaga! Rodzina z Syberii Gekitotsu!! Shibiru famirī (激突!!シビルファミリー)         | Katsushi Sakurabi             | Mitsutaka Hirota | 9 maja 2021         |
| 6  | 6  | Czaszkowa wróżka Sukaru fearī-gō (スカルフェアリー号)                                | Tsuneo Tominaga               | Mitsutaka Hirota | 16 maja 2021        |
| 7  | 7  | Okręt wojenny demonicznego króla Maō senkan (魔王戦艦)                               | Yoshihiro Mori                | Mitsutaka Hirota | 23 maja 2021        |
| 8  | 8  | Wiatr świszcze na autostradzie Kaze no naku haiwei (風の鳴くハイウェイ)              | Kazuma Satō                   | Mitsutaka Hirota | 30 maja 2021        |
| 9  | 9  | Planeta Guilst Wakusei girusuto (惑星ギルスト)                                       | Kiyoshi Murayama              | Mitsutaka Hirota | 6 czerwca 2021      |
| 10 | 10 | Wielka naga ucieczka Hadaka no dasshutsu sakusen (裸の脱出作戦)                      | Yoshiaki Iwasaki              | Mitsutaka Hirota | 13 czerwca 2021     |
| 11 | 11 | Siostra Ivry Shisutā Ivurii (シスター・イヴリィ)                                     | Yoshihiro Mori                | Megumu Sasano    | 20 czerwca 2021     |
| 12 | 12 | Nowi przyjaciele Arata na nakama-tachi (新たな仲間たち)                              | Hiroaki Takagi                | Mitsutaka Hirota | 27 czerwca 2021     |
| 13 | 13 | Superwirtualna planeta Chōkasō wakusei (超仮想惑星)                                  | Katsushi Sakurabi             | Mitsutaka Hirota | 4 lipca 2021        |
| 14 | 14 | Dziewczyna na wzgórzu Oka no ue no shōjo (丘の上の少女)                              | Kiyotaka Ōhata                | Megumu Sasano    | 11 lipca 2021       |
| 15 | 15 | Wielki Kaiju Shiki Daikaijū shiki (大怪獣シキ)                                       | Yoshihiro Mori                | Mitsutaka Hirota | 18 lipca 2021       |
| 16 | 16 | Fajerwerki Hanabi (花火)                                                             | Kazuma Satō                   | Mitsutaka Hirota | 25 lipca 2021       |
| 17 | 17 | Świątynia wiedzy Chishiki no kyūden (知識の宮殿)                                     | Yoshiyuki Nogami              | Megumu Sasano    | 1 sierpnia 2021     |
| 18 | 18 | Słowa dadzą ci moc Kotoba wa tsuyosa o ataeru (言葉は強さを与える)                   | Tsuneo Tominaga               | Mitsutaka Hirota | 8 sierpnia 2021     |
| 19 | 19 | Z planety wieczności Eiei mukyū no hoshi yori (永永無窮の星より)                     | Yoshiaki Iwasaki              | Mitsutaka Hirota | 15 sierpnia 2021    |
| 20 | 20 | Kamienie Sutōnzu (鉱石生命体)                                                        | Yoshihiro Mori                | Megumu Sasano    | 29 sierpnia 2021    |
| 21 | 21 | Reset Risetto (リセット)                                                             | Kiyoshi Murayama              | Mitsutaka Hirota | 5 września 2021     |
| 22 | 22 | Moja matka maszyna Kikai no haha (機械の母)                                          | Kazuma Satō                   | Mitsutaka Hirota | 12 września 2021    |
| 23 | 23 | Aż do dnia, gdy nabierze mocy Itsuka tsuyosa ni wawaru made (いつか強さに変わるまで) | Yūshi Suzuki Yūsuke Onoda     | Megumu Sasano    | 19 września 2021    |
| 24 | 24 | Podjąć wyzwanie Ishi o tsugu mono (意志を継ぐ者)                                     | Yūshi Suzuki                  | Megumu Sasano    | 26 września 2021    |
| 25 | 25 | Ktoś, kogo kochasz Aisuru mono (愛する者)                                            | Yūshi Suzuki Yoshiyuki Nogami | Mitsutaka Hirota | 3 października 2021 |

#### Sezon 2 (2023)
| №  | #  | Tytuł                                                                           | Reżyseria                        | Scenariusz       | Premiera odcinka    |
| -- | -- | ------------------------------------------------------------------------------- | -------------------------------- | ---------------- | ------------------- |
| 26 | 1  | Rzeź Beliala Beriaru goa (ベリアル・ゴア)                                       | Yoshiyuki Nogami                 | Mitsutaka Hirota | 2 kwietnia 2023     |
| 27 | 2  | 4 żywioły Eremento fō (エレメント4)                                             | Hidehiko Kadota                  | Mitsutaka Hirota | 9 kwietnia 2023     |
| 28 | 3  | Gdy wieje wiatr w kosmosie Sakury Sakura kosumosu ni fuku kaze (桜宇宙に吹く風) | Toshinori Watanabe               | Mitsutaka Hirota | 16 kwietnia 2023    |
| 29 | 4  | Numer 29 Nijūkyū-gō (29号)                                                      | Yoshiyuki Kumeda Kōichirō Kuroda | Megumu Sasano    | 23 kwietnia 2023    |
| 30 | 5  | Wstawiennictwo Chūsai (仲裁)                                                    | Shigeru Ueda                     | Mitsutaka Hirota | 30 kwietnia 2023    |
| 31 | 6  | Nasza przyszłość Ore-tachi no mirai (オレたちの未来)                            | Yoshiyuki Nogami                 | Mitsutaka Hirota | 7 maja 2023         |
| 32 | 7  | Cztery na cztery 4 VS 4                                                         | Hidehiko Kadota                  | Megumu Sasano    | 14 maja 2023        |
| 33 | 8  | Miecz Edens Edenzu no tsurugi (エデンズの剣)                                    | Yoshihiro Mori                   | Mitsutaka Hirota | 21 maja 2023        |
| 34 | 9  | Shiki kontra Drakken Shiki bāsasu Dorakken (シキ vs ドラッケン)                 | Yoshiyuki Kumeda Kōichirō Kuroda | Mitsutaka Hirota | 28 maja 2023        |
| 35 | 10 | Nadejście Króla Demonów Maō kōrin (魔王降臨)                                    | Toshinori Watanabe               | Megumu Sasano    | 4 czerwca 2023      |
| 36 | 11 | Edens One                                                                       | Yūsuke Onada                     | Mitsutaka Hirota | 11 czerwca 2023     |
| 37 | 12 | Starcie w kosmosie Gekitō no sora (激闘の宇宙)                                  | Yoshiyuki Nogami Momo Shimizu    | Mitsutaka Hirota | 18 czerwca 2023     |
| 38 | 13 | Kobieta zwana piratką Kaizoku to yobare onna (海賊と呼ばれ女)                   | Yoshihiro Mori                   | Mitsutaka Hirota | 25 czerwca 2023     |
| 39 | 14 | Nadia, moja miłość Waga saiai no Nadia (我が最愛のナディア)                     | Yoshihiro Mori                   | Mitsutaka Hirota | 2 lipca 2023        |
| 40 | 15 | Zakochany robot Koisuru kikai (恋する機械)                                      | Toshinori Watanabe               | Megumu Sasano    | 9 lipca 2023        |
| 41 | 16 | Pieski świat Inu ni naru (犬になる)                                             | Yūsuke Onoda                     | Mitsutaka Hirota | 16 lipca 2023       |
| 42 | 17 | Bitwa o Forestę Foresuta no tatakai (フォレスタの戦い)                          | Yoshiyuki Nogami Momo Shimizu    | Mitsutaka Hirota | 23 lipca 2023       |
| 43 | 18 | Gwiezdny Dren Sutā dorein (スタードレイン)                                      | Yoshihiro Mori                   | Megumi Sasano    | 30 lipca 2023       |
| 44 | 19 | Mój ukochany złom Itoshii garakuta-chan (愛しいガラクタちゃん)                  | Shigeru Ueda                     | Mitsutaka Hirota | 6 sierpnia 2023     |
| 45 | 20 | Całuj i giń Kiss & Die                                                          | Toshinori Watanabe               | Megumu Sasano    | 13 sierpnia 2023    |
| 46 | 21 | System zagłady Shūmetsu shisutemu (終末システム)                                | Yoshihiro Mori                   | Mitsutaka Hirota | 20 sierpnia 2023    |
| 47 | 22 | 6 oceanów Ōshanzu shikkusu (オーシャンズ6)                                      | Shigeru Ueda                     | Mitsutaka Hirota | 3 września 2023     |
| 48 | 23 | Dzień sądu Jajjimento dei (ジャッジメント・デイ)                                | Yoshiyuki Nogami Momo Shimizu    | Mitsutaka Hirota | 10 września 2023    |
| 49 | 24 | Pustynna oaza Sabaku no oashisu (砂漠のオアシス)                                | Toshinori Watanabe               | Megumu Sasano    | 17 września 2023    |
| 50 | 25 | Preludium wojny Aoi taisen no jokyoku (葵大戦の序曲)                            | Toshinori Watanabe               | Mitsutaka Hirota | 1 października 2023 |

## Gry komputerowe
16 września 2020 Konami ogłosiło, że pracuje nad grą komputerową na podstawie serii. Później podczas targów Tokyo Game Show 2020 ujawniono, że powstają dwie oddzielne fabularne gry akcji, z których jedna to gra 3D na konsole, a druga z rzutem izometrycznym na urządzenia mobilne. W lutym 2022 poinformowano, że tytuł drugiej z nich to Edens Zero Pocket Galaxy. Produkcja została wydana 24 lutego na platformy iOS i Android.
17 grudnia 2021 Mashima ogłosił, że samodzielnie tworzy grę komputerową Edens Zero, korzystając z programu RPG Maker. Gra Rebecca to kikai no yōkan (jap. レベッカと機械ノ洋館), opisywana jako „projekt hobbystyczny”, nad którym pracował w wolnym czasie, została wydana za darmo na PC 16 marca 2022.